# Metro de Manila
El Manila Light Rail Transit System, o LRT, és el principal sistema ferroviari de la zona metropolitana de Manila, a les Filipines. Té dues línies: l'LRT-1, o « línia verda », i l'LRT-2, o « línia blava ». Encara que es parla de « Tren lleuger », perquè la xarxa és principalment en alçada, el sistema és més semblant a un metro convencional. L'LRT-1 és el primer sistema de metro a Àsia Sud-oriental, construït tres anys abans del metro de Singapur. La línia LRT-1 s'ha de connectar al Manila Metro Rail Transit System MRT-3, o « línia groga », i a la futura línia MRT-7 (2021).
Des de 2003, l'LRT forma part de la xarxa de transport públic ferroviari del Gran Manila, coneguda amb el nom de Strong Republic Transit System (SRTS). Un dels objectius del sistema era reduir la congestió del trànsit a la metròpoli, però nombrosos viatgers fan servir altres transports públics, com autobusos, per arribar a les parades de l'LRT. Encara que el conjunt forma un sistema de transport complet que comunica moltes parts del Grand Manila, només ha aconseguit parcialment reduir la congestió del tràfic i els temps de trajecte, que estan agreujats per l'augment del nombre de vehicles a Manila
L'extensió de la xarxa, recomanada per les administracions successives des de l'inici de l' LRT va començar amb l'administració Aquino amb l'extensió cap a l'est de la línia LRT-2.
El sistema és gestionat per Light Rail Transit Authority (LRTA), una empresa de propietat i controlada pel govern sota l'autoritat del departament de transports i comunicacions.

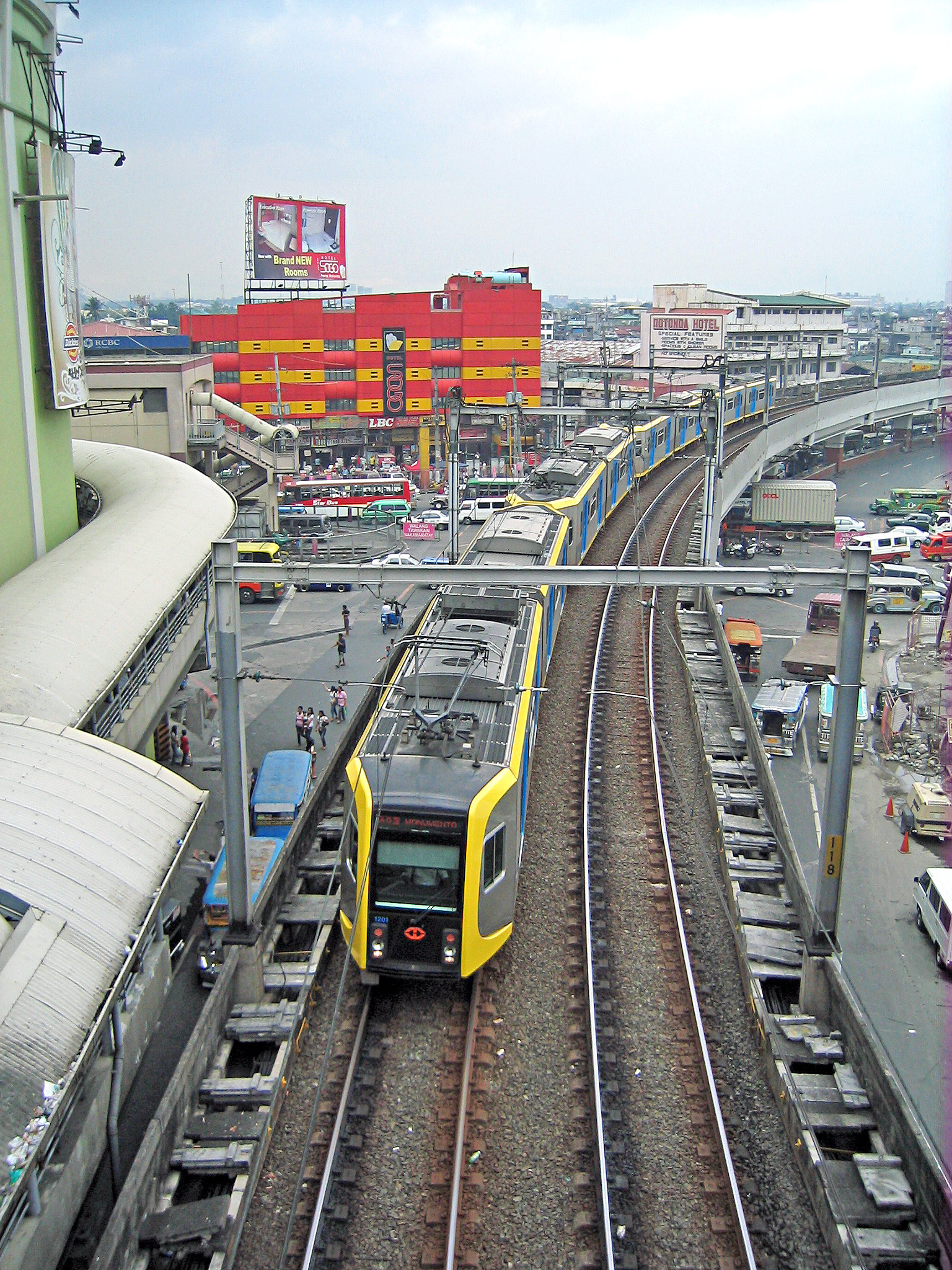
Tren de la línia verda

## La xarxa de l'LRT
L'LRT té dues línies: la línia verda LRT-1 (antigament groga) i la línia blava LRT-2 (antigament violeta). La línia LRT-1, generalment de direcció nord-sud, comprèn vint parades sobre 15 quilòmetres de vies completament en alçada. Comença a Baclaran a Pasay i s'acaba a Roosevelt a Quezon City. La línia LRT-2, de direcció és-oest, comporta 11 parades sobre 13,8 quilòmetres de vies en gran part elevades, amb la parada Katipunan en subsòl. Comença a Recto i s'acaba a Santolan. El conjunt de la xarxa té 29 parades sobre 28,8 quilòmetres de vies, travessant les ciutats de Caloocan, Manila, Marikina, Pasay, Pasig, Quezon City i la municipalitat de San Juan.
No hi ha més que una única correspondència entre la línia LRT-1 i la línia LRT-2, a l'estació Doroteo Jose—Recto. Les parades LRT-2 Araneta Center-Cubao (Cubao) i LRT-1 EDSA serveixen de parades de correspondències entre la xarxa del'LRT i la línia MRT-3. L'estació Blumentritt de LRT-1 ofereix una correspondència amb la Communer Line de la Philippine National Railways.
La xarxa té sis terminals: Baclaran, Central Terminal i Roosevelt per a la línia LRT-1, Recto, Araneta Center-Cubao i Santolan per a la línia LRT-2. Totes aquestes terminals han estat concebuts com hubs de correspondència amb altres transports públics.
Les dues línies estan obertes de 5 h PST (UTC+8) a 21h30 per a la línia LRT-1 i fins a 20 h per a la línia LRT-2. El cap de setmana, la línia LRT-2 funciona a partir de les 6 h.
L'LRT està obert tot l'any excepte excepció per al manteniment anual durant la Setmana Santa, període on hi ha menys de tràfic en ciutat, i reobre després de Pasqua de Resurrecció.

## La línia LRT-1

### Història

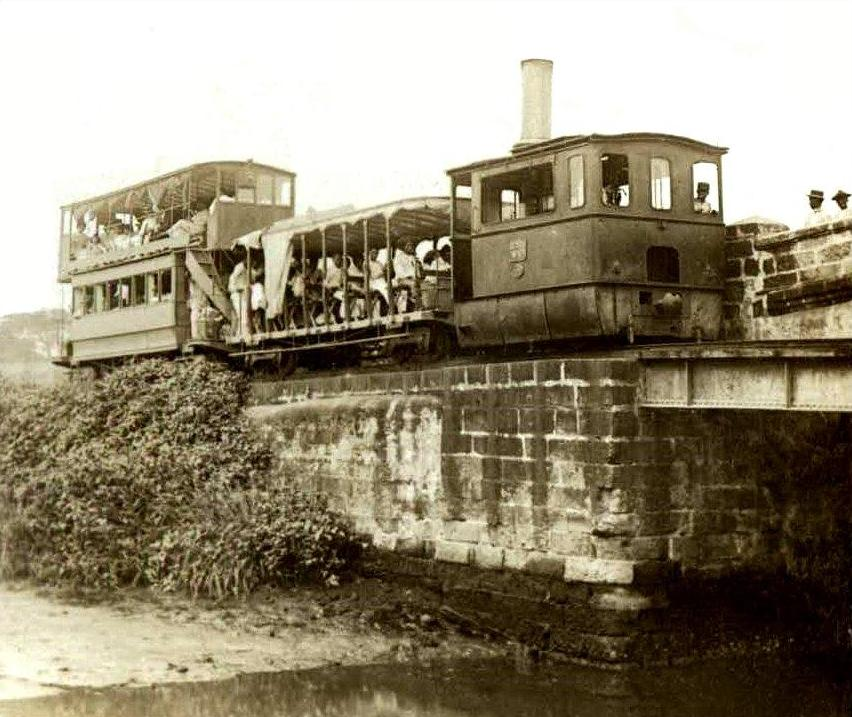
Tramvia a vapor entra Malabon i Tondo (1888-1898).

Els inicis de l'LRT-1 es remunten al període de la colonització americana. El primer tramvia va ser posat en circulació a Manila l'any 1905; hi va haver aviat cinc línies comunicant molts barris de Manila i el seu suburbi. Els trams van ser saludats com un sistema eficaç per als 220.000 habitants de la ciutat. Eren gestionats pel Manila Electric Railroad and Light Company (Meralco). La xarxa actual de l'LRT segueix les vies de dues de les antigues línies del tram.
La circulació del tramvia va ser ininterrompuda durant la Segona Guerra Mundial. La Batalla de Manila va deixar la ciutat en ruïnes, inclòs el tramvia.
Després de la guerra, els transports públics van ser rellançats pels jeepneys. Aviat, els autobusos i els automòbils van tornar als carrers de Manila. Es van posar en circulació els trens de suburbi gestionats per la filipina Nacional Railways (PNR). El problema, tanmateix, eren els embussos i la ignorància de les regles de circulació.
L'any 1966, el govern de les Filipines, reconeixent la necessitat d'un sistema de transport de massa eficaç, va concedir una franquícia a Philippine Monorail Transport Systems per instal·lar un sistema de monorail a la ciutat. Abans del començament del projecte, es va demanar a l'agència japonesa de cooperació internacional (JICA) un estudi sobre els transports. Aquesta va proposar una sèrie de carreteres circulars i radials, un sistema de metro, una estació de correspondència i una autopista de tres carrils. Un estudi més aprofundit va servir per aplicar aquests sistemes. Es van posar en marxa moltes recomanacions, però cap no va implicar el metro.
Un altre estudi, de 1976 a 1977 per Freeman, Fox & Associates i finançat pel Banc Mundial, suggeria un sistema ferroviari a nivell de carrer. El ministeri de transports i comunicacions acabat de crear (avui el DOTC) va tornar a estudiar aquesta recomanació, exigint un sistema en alçada, a causa dels nombrosos encreuaments. Aquesta modificació feia passar el preu del projecte de 1,5 mil milions de pesos a 2 mil milions de pesos. Un estudi suplementari va ser dut a terme per una altra empresa estrangera i realitzada en menys de tres mesos.
El 12 de juliol de 1980, el president Ferdinand Marcos va crear el Light Rail Transit Authority en virtut de l'ordre executiva No. 603, esmenada dos anys més tard i de nou l'any 1987. El responsable de l'LRTA acabat de crear era el governador de Metro Manila, ministre de desplaçaments humans i primera Dama del país, Imelda Marcos. L'LRTA era responsable de totes les operacions de l'LRT de Manila però es limitava principalment a la posada en marxa i a la regulació de les tarifes, planificant les extensions, i fixant les regles i la política de l'LRT Aquest nou projecte portat per l' LRTA, conegut amb el nom de « Metro rail » (l'antiga línia groga, mantenint la línia verda) era gestionat per una companyia germana de la Meralco, Metro, Inc.
L'assistència inicial per al projecte va provenir d'un préstec preferent del govern belga de tres-cents milions de pesos. Set-cents milions de pesos suplementaris van provenir d'un consorci de companyies que comprenien Tallers de Construccions Electriques de Charleroi (ACEC) i BN Constructions Ferroviaires et Métalliques (aquestes dues companyies formen part ara de Bombardier Transportation), Tractionnel Engineering Internacional (TEI) i Transurb Consult (TC). El consorci proporcionava tot allò que el sistema necessitava, des dels trens fins a la formació requerida. Encara que s'esperava que el sistema retornés els seus costos en menys de vint anys d'explotació, es va estimar que perdria diners almenys fins a l'any 1993. Respecte a un benefici esperat de 365 milions de pesos durant el seu primer any d'explotació, la pèrdua va ser estimada en 216 milions.
La construcció del que es diu avui la línia groga de l'època, actualment la línia verda, va començar l'octubre de 1981, per la Construction and Development Corporation of the Philippines (actual Philippine National Construction Corporation) amb l'assistència de Losinger, una companyia Suïssa, i la filial filipina de Dravo, una companyia americana.
El govern va designar Electrowatt Engineering Serveis de Zúric per supervisar la construcció i finalment com responsable dels estudis d'extensió per a projectes futurs. Durant la construcció, la companyia va obrir oficines a Manila i finalment va preveure una xarxa de 150 quilòmetres a construir en vint anys Aquesta xarxa depassava àmpliament les bases dels plans d'extensió.
L'LRT-1 va ser primer testat en funcionament al març 1984 amb la primera meitat de la línia, de Baclaran a Central Terminal, oficialment oberta al públic l'1 de desembre de 1984. La segona meitat, de Central Terminal a Monumento, va inaugurar-se el 12 de maig de 1985.

### Projectes i extensions
La línia LRT-1 ha de créixer 11 quilòmetres cap al sud de l'aglomeració de Manila, fins a Bacoor. També ha de ser connectada a la Unified Grand Central Station que serà construïda a Quezon City per tal d'oferir correspondències amb les línies MRT-3, la futura línia MRT-7 i el futur metro subterrani de Manila.

## La línia LRT-2

### Història

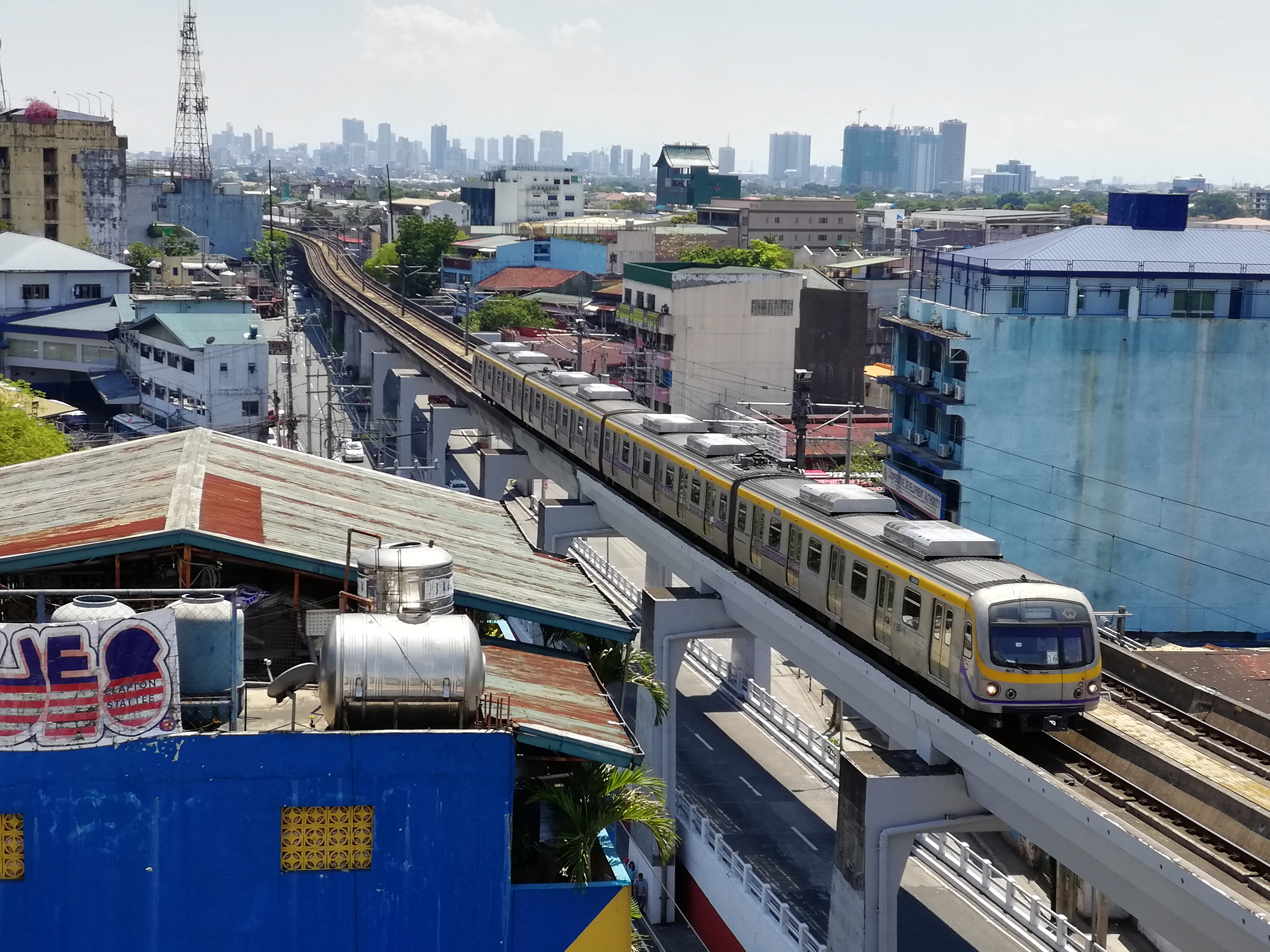
Un tren de l'LRT-2 a prop de l'estació Araneta Center-Cubao

Durant la construcció de la primera línia del sistema de metro lleuger de Manila al començament dels anys 80, Electrowatt Engineering Serveis de Zuric va concebre un pla complet per al servei de metro a la regió metropolitana de Manila. El pla - sempre utilitzat com a base per a la planificació de noves línies de metro - consistia en una xarxa de 150 quilòmetres (93 mi) de línies de transport en comú ràpid cobrint tots els principals corredors als 20 anys, inclosa una línia sobre el traçat de la carretera radial 6, la un dels principals corredors viaris de la regió
El projecte de la línia 2 va arrencar oficialment l'any 1996, dotze anys després de l'obertura de la línia 1, amb la concessió de préstecs en condicions avantatjoses per a la construcció de la línia. Tanmateix, el projecte va quedar al punt mort la construcció a penes començat, el govern filipí havia portat diverses investigacions per presumptes irregularitats en el contracte del projecte. Un consorci d'empreses locals i estrangeres, dirigit per Marubeni Corporació, va formar l'Asia-Europa MRT Consortium (AEMC) que va aconseguir el contracte i va rellançar el projecte l'any 2000 després d'haver quedat net de ls al·legacions de corrupció.
L'AEMC va rebre més endavant l'autorització del departament dels transports i comunicacions (DOTC) per començar la construcció. L'LRTA (Light Rail Tramsit Authority) seria propietària del sistema i assumiria totes les funcions administratives, com el reglament de les tarifes i de les operacions, així com la responsabilitat de la construcció i del manteniment del sistema i de la compra de peces de recanvi per als trens.
La construcció va començar el març de 1996 després que l'LRTA va signar els tres primers paquets de l'acord: Sumitomo Corporation va lliurar el 1r paquet que cobreixi la construcció del dipòsit i de les seves instal·lacions, mentre l'empresa Hanjin-Itochu va lliurar els paquets 2 i 3 en els quals hi havia la subestructura i la superestructura així com les estacions. El paquest 4 ha estat signat després de diversos retards amb l'Asia-Europa MRT Consortium format per Marubeni Corporation, Balfour Beatty, Toshiba, Daewoo Heavy Industries i de D.M. Consuji Incorporated (DMCI); inclou els sistemes de comunicació i de tarifació, els vehicles i les vies.
Durant la construcció, l'LRTA ha supervisat tota la concepció, la construcció, l'equipament, els assajos, la posada en servei i la supervisió tècnica de les activitats del projecte.
El 5 d'abril de 2003, la secció inicial de Santolan a Araneta Center-Cubao ha estat inaugurada per la presidenta Gloria Macapagal-Arroyo; totes les estacions restants van obrir el 5 d'abril de 2004 excepte Recto que va obrir el 29 d'octubre de 2004. Contràriament a les precedents línies, l'LRTA es va assegurar durant la fase de construcció que les estacions estiguessin adaptades a les persones discapacitades instal·lant escales mecàniques i ascensors per a un accés més fàcil.

### Projectes i extensions
La línia LRT-2 té dos projectes d'extensió: 4 quilòmetres cap a l'est amb l'afegitó de 2 parades fins a Antipolo, i cap a l'oest fins al port de Manila amb una correspondència amb la xarxa de la Philippine National Railways a l'estació Tutuban.